# Alacantí
Pour les articles homonymes, voir Alicantin.
Pour le dialecte, voir valencien alicantin.
L'Alacantí ou camp d'Alacant est une comarque de la province d'Alicante, dans la Communauté valencienne, en Espagne. Son chef-lieu est Alicante.

## Communes

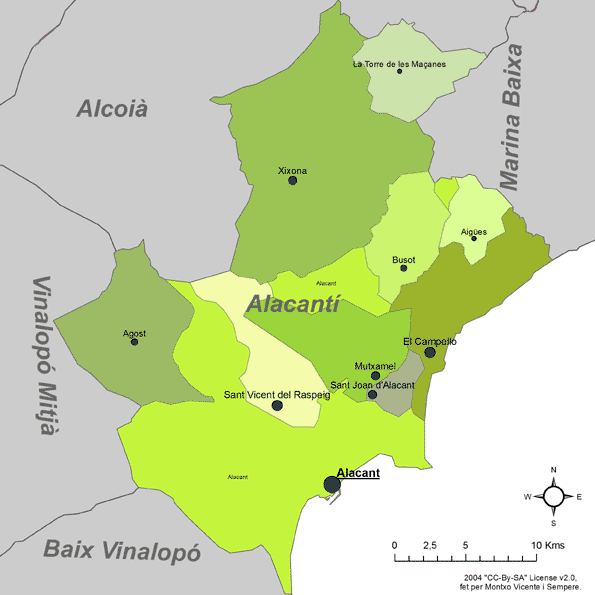
Communes de l'Alacantí

- Agost
- Aigües
- Alicante
- Busot
- El Campello
- Jijona
- Mutxamel
- Sant Joan d'Alacant
- San Vicente del Raspeig
- Torremanzanas